# Georges André (cúrling)
Georges Jules André (París, 26 de juliol de 1876 - Versalles, Yvelines, 19 de març de 1945) va ser un jugador de cúrling i pilot de bob francès, que va competir a començaments del segle xx.
El 1924 va prendre part en els Jocs Olímpics de Chamonix, on guanyà la medalla de bronze en la competició de cúrling formant equip amb Henri Cournollet, Armand Bénédic, Pierre Canivet, Robert Planque i Henri Aldebert. En aquests mateixos Jocs disputà la competició de bob a quatre, en la qual finalitzà en quarta posició.